# Émile Teisseire
Pour les articles homonymes, voir Teisseire.
Émile Teisseire, né le 27 février 1923 à Cagnes-sur-Mer (Alpes-Maritimes) et mort le 2 février 1997 dans la même ville, est un coureur cycliste français, professionnel de 1944 à 1953. Son frère Lucien fut également coureur cycliste professionnel.

## Palmarès
- 1942
  - Critérium de France des sociétés (zone libre)[n 1]
- 1945
  - 2e de la Course de côte du mont Faron
- 1946
  - 3e de la Course de côte du mont Faron
- 1947
  - 3e de la Course de côte du mont Faron
- 1948
  - 3e de la Course de côte de La Turbie
- 1949
  - Course de côte de La Turbie
  - 2e de la Course de côte du mont Faron
- 1950
  - Course de côte du mont Faron
  - Nice-Mont Agel
  - 2e de la Course de côte de La Turbie
- 1951
  - 3e de la Course de côte de La Turbie
- 1952
  - 2e de la Course de côte du Puy de Dôme
  - 3e de la Course de côte de La Turbie

## Résultats sur les grands tours

### Tour d'Italie
1 participation
- 1950 : abandon